# District d'Aravan
Le district d'Aravan (en kirghize (langue) : Араван району) est un raion de la province d'Och dans l'extrême sud du Kirghizistan. Son chef-lieu est le village d'Aravan. Sa superficie est de 1 340 km2 — ce qui en fait le moins étendu de la province —, et 106 134 personnes y résidaient en 2009. Il est frontalier avec l'Ouzbekistan.

## Démographie

### Composition ethnique
Selon le recensement de 2009, la population du district est majoritairement ouzbeke :
| Groupe ethnique | Population | Proportion |
| --------------- | ---------- | ---------- |
| Ouzbeks         | 62 281     | 58.7%      |
| Kirghizes       | 42 049     | 39.6%      |
| Azéris          | 760        | 0.7%       |
| Tadjiks         | 542        | 0.5%       |
| Tatars          | 135        | 0.1%       |
| Autres groupes  | 367        | 0.4%       |

## Communautés rurales et villages
Le district d'Aravan est constitué de 48 villages regroupés en 8 communautés rurales (aiyl okmotu), :
1. Allya Anarov (villages Jany-Aravan (centre), Aravan, Achchi, Kara-Bulak, Sasyk-Üngkür)
2. A.Yusupov (villages Aravan (centre), Karrak, Oktyabr, Erke-Kashka, Sutkor)
3. Chekabad (villages Kochubaev (centre), Agronom, Jakshylyk, Jar-Kyshlak, Kukalapash, Maksim-Tobu, Pakhtachi, Tölöykan)
4. Kerme-Too (villages Gulbakhor (centre), Kichik-Alay, Kyundelyuk, Maydan-Tal, Min-Teke, Sary-Bulak, Chogom)
5. Mangyt (villages Mangyt (centre), Kesek, Kyzyl-Korgon, Tölöykön, Jangy-Aryk)
6. Nur-Abad (villages Kayragach-Aryk (centre), Kakyr-Piltan, Langar)
7. Tepe-Korgon (villages Tepe-Korgon (centre), Arap, Internatsional, Kesov, Uygur-Abad, Chertik, Yangi-Abad, Jangy-Jol)
8. Tuya-Moyun (villages Khauz (centre), Ak-Shor, Jeke-Miste, Kerkidan, Nayman, Sary-Tash, Syrt)